# クローメオ
クローメオ (Chromeo) は、2004年結成のカナダ・モントリオール出身の音楽デュオである。ギターとボーカルを担当するデイヴ・ワン (Dave One)と、トーキング・モジュレーター担当のピー・サグ (P-Thugg)の2人から成る。主に80年代のファンクやディスコミュージックに影響を受けた、ダンサブルなサウンドを特徴とする。これまでに3作のアルバムを発表。2014年、4作目となる『White Women』を発表する。

## ディスコグラフィー

### アルバム
- She's in Control (2004年)
- Fancy Footwork (2007年)
- Business Casual (2010年) - 全米70位
- White Women (2014年)

### シングル
- Come Alive(2014年)